# 新資訊

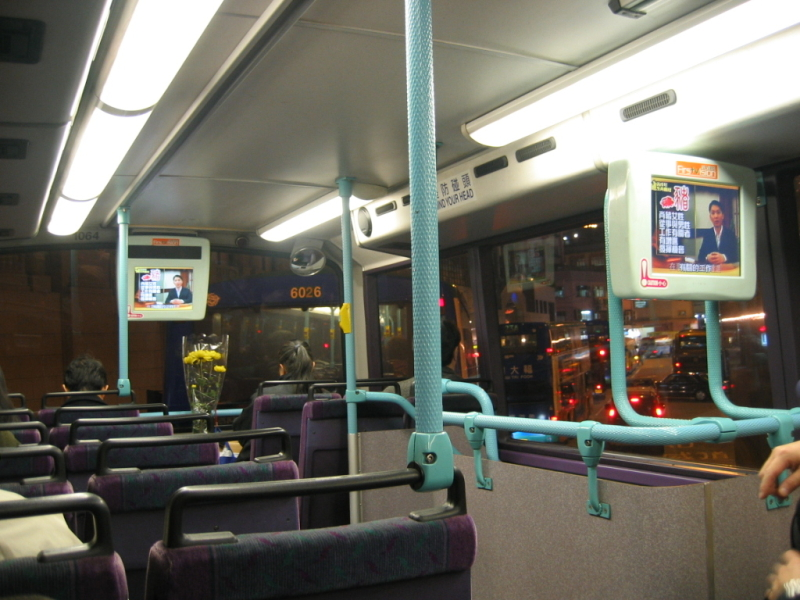
新巴雙層巴士上層的前新資訊顯示屏

新資訊（FirsTVision）是昔日香港新創建集團（港交所：0659）旗下媒體銷售業務的分支機構，為裝設在新巴上的流動多媒體資訊系統。現時整個業務已被路訊通（港交所：0888）收購。

## 歷史
新資訊的前身為M Channel（前港交所上市編號：8036），於2001年成立，為東方魅力旗下業務，以抗衡當時成立不久的路訊通。約於2004年，東方魅力放棄有關業務，新創建集團遂接手，並改名為新資訊。
新資訊的業務因為只局限於新巴之上，不敵路訊通，加上新創建集團收購了使用路訊通的城巴，因此新創建亦無意繼續經營新資訊。自2006年1月9日至2007年12月30日，新資訊所播放的節目幾乎都由路訊通製作及提供，而根據路訊通2005年度全年業績報告內的“業務回顧”一欄中指出，新巴所裝設的流動媒體系統已被路訊通收購，故除“新資訊”品牌被保留外，整個系統實際上已由路訊通全權營運，包括廣告銷售業務等。由2007年12月31日起，“新資訊”品牌正式被撤銷，而新巴亦在2008年元旦正式開始更換車上貼有的新資訊標誌並轉為路訊通標誌，與城巴及九巴相同。